# Dietzenrode/Vatterode
Dietzenrode/Vatterode är en kommun i Landkreis Eichsfeld i förbundslandet Thüringen i Tyskland.
Kommunen ingår i förvaltningsområdet Uder tillsammans med kommunerna Asbach-Sickenberg, Birkenfelde, Eichstruth, Lenterode, Lutter, Mackenrode, Röhrig, Schönhagen, Steinheuterode, Thalwenden, Uder och Wüstheuterode.